# Володимир III ступеня (п'єса)
«Володимир ІІІ ступеня» — незавершена п'єса Миколи Гоголя яку він писав протягом зими 1832—1833 років. Дебют автора в драматургії.

## Історія написання
Історію написання твору можна прослідкувати з листів Гоголя та його знайомих.
- 8 грудня 1832 Петро Плетньов писав Василю Жуковському:

| У Гоголя крутиться на думці комедія. Не знаю, чи розродиться він нею нинішньою зимою. Оригінальний текст (рос.) У Гоголя вертится на уме комедия. Не знаю, разродится ли он ею нынешней зимой. |
- 17 лютого 1833 Петро Плетньов повідомляв Василя Жуковсько:

| У Гоголя нічого нового немає. Його комедія не пішла з голови. Він занадто багато хотів обійняти в ній, зустрічав безперестанку труднощі в поданні і тому з досади нічого не написав. Оригінальний текст (рос.) У Гоголя ничего нового нет. Его комедия не пошла из головы. Он слишком много хотел обнять в ней, встречал беспрестанно затруднения в представлении и потому с досады ничего не написал. |
- 20 лютого 1833 Микола Гоголь писав Михайлу Погодіну наступне[1]:

| Якось не так тепер працюється. Не з тим натхненно-повним задоволенням дряпає перо папір. Ледве починаю, і що-небудь зроблю з Історії, вже бачу власні недоліки: то шкодую, що не взяв ширше, величніше обсягом, то раптом ґрунтується зовсім нова система і руйнує стару. Даремно я запевняю себе, що це тільки початок, ескіз, що воно не завдасть плями мені, що суддя у мене один тільки буде, і той один — друг. Але не можу, не в силах. Чорт забирай, поки труд, накиданий на папері, до іншого, спокійно часу. Я не знаю, чому я тепер так прагну сучасної слави. Вся глибина душі так і рветься назовні. Але я досі не написав рівно нічого. Я не писав тобі: я збожеволів на комедії. Вона, коли я був в Москві, в дорозі, і коли я приїхав сюди, не виходила з голови моєї, але дотепер я нічого не писав. Вже і сюжет було днями почав складатися, вже і назву написав на білій товстий зошит: Володимир 3-го ступеня, і скільки злості! Сміху! Солі! .. Але раптом зупинився, побачивши, що перо так і штовхається об такі місця, які цензура нізащо не пропустить. А що з того, коли п'єси не гратиметься? Драма живе тільки на сцені. Без неї вона як душа без тіла. Який же майстер понесе на показ народові нескінчений твір? — Мені більше нічого не залишається, як вигадати сюжет найбезневинніший, яким навіть квартальний не міг би образитися. Але що комедія без правди та злості! Отже, за комедію не можу взятися. Оригінальний текст (рос.) Как-то не так теперь работается. Не с тем вдохновенно-полным наслаждением царапает перо бумагу. Едва начинаю, и что-нибудь совершу из Истории, уже вижу собственные недостатки: то жалею, что не взял шире, огромнее объему, то вдруг зиждется совершенно новая система и рушит старую. Напрасно я уверяю себя, что это только начало, эскиз, что оно не нанесет пятна мне, что судья у меня один только будет, и тот один — друг. Но не могу, не в силах. Чорт побери пока труд мой, набросанный на бумаге, до другого, спокойнейшего времени. Я не знаю, отчего я теперь так жажду современной славы. Вся глубина души так и рвется наружу. Но я до сих пор не написал ровно ничего. Я не писал тебе: я помешался на комедии. Она, когда я был в Москве, в дороге, и когда я приехал сюда, не выходила из головы моей, но до сих пор я ничего не написал. Уже и сюжет было на днях начал составляться, уже и заглавие написалось на белой толстой тетради: Владимир 3-ей степени, и сколько злости! Смеху! Соли!.. Но вдруг остановился, увидевши, что перо так и толкается об такие места, которые цензура ни за что не пропустит. А что из того, когда пиеса не будет играться? Драма живет только на сцене. Без нее она как душа без тела. Какой же мастер понесет на показ народу неоконченное произведение? — Мне больше ничего не остается, как выдумать сюжет самый невинный, которым даже квартальный не мог бы обидеться. Но что комедия без правды и злости! Итак, за комедию не могу приняться. |

## Персонажі
- Іван Петрович Барсуков — столичний чиновник

- Олександр Іванович — столичний чиновник

- Хрисанфій Петрович Барсуков — брат Івана Петровича

- Марія Петровна Повалищева — сестра Івана та Хрисанфія Петровичів

## Сюжет
Збереглися три уривки з п'єси. Також було опубліковано окремі фрагменти. З цього дослідники творчості Гоголя склали сюжет нереалізованої п'єси.
Петербурзький чиновник Іван Петрович Барсуков мріє отримати Орден Володимира третього ступеня. Про свою мрію він зізнається колезі Олександру Івановичу. Той заздрить Івану Петровичу, та намагається не допустити його нагородження. Він підмовляє брата та сестру Івана Петровича. За словами Михайла Щепкіна записаними Володимиром Родиславським, в кінці п'єси головний герой збожеволів та почав думати, що він і є Володимиром третього ступеня.

## Публікація
Окремі фрагменти були перероблені автором у 1839—1840 роках в окремі п'єси, сцени: «Ранок ділової людини», «Позов», «Лакейська», «Витяг». Також на основі головної ідеї п'єси було написано повість: Нотатки божевільного. Збережені три уривки були опубліковані 1889 року в другому томі десятого видання творів Гоголя.